# Himalayasaurus tibetensis
Lo himalayasauro (Himalayasaurus tibetensis) è un rettile marino estinto, appartenente agli ittiosauri. Visse nel Triassico superiore (Norico, circa 215 - 212 milioni di anni fa) e i suoi resti fossili sono stati ritrovati in Tibet. È considerato uno dei più grandi ittiosauri noti.

## Descrizione
Questo animale è noto solo per frammenti di scheletro, comprendenti denti, ossa delle zampe e vertebre, sufficienti a stabilire che Himalayasaurus era un animale enorme, lungo oltre 15 metri. Non è chiaro quale fosse l'aspetto di Himalayasaurus, ma dal raffronto con altri animali simili come Shonisaurus e Shastasaurus si suppone che fosse un grande ittiosauro dal corpo piuttosto profondo, probabilmente dotato di un lungo rostro. Come tutti gli ittiosauri, era dotato di quattro arti trasformati in strutture simili a pagaie. Una caratteristica distintiva di Himalayasaurus era data dai grandi denti dotati di due margini taglienti (denti simili si riscontrano unicamente in Thalattoarchon, un ittiosauro del Triassico superiore del Nevada).

## Classificazione
Himalayasaurus tibetensis è stato descritto per la prima volta nel 1972, sulla base di fossili ritrovati nella formazione Qulonggongba in Tibet. Poiché i fossili erano frammentari, Himalayasaurus è stato spesso considerato un nomen dubium, privo di caratteri diagnostici, o è stato avvicinato a Shonisaurus del Nordamerica. Tuttavia, ricerche più recenti hanno dimostrato la validità del genere (Motani et al., 1999; Frobischa et al., 2013). In ogni caso, Himalayasaurus appartiene agli shastasauridi (Shastasauridae), una famiglia di ittiosauri giganti del Triassico piuttosto specializzati.